# 沓形町
沓形町（くつがたちょう）は、かつて北海道利尻郡にあった町。

## 地理
- 島嶼:利尻島
- 山:利尻岳

## 沿革
- 1902年（明治35年）4月1日 - 北海道二級町村制施行により利尻郡沓形村が村制施行し、沓形村（くつがたむら）が発足。
- 1924年（大正13年）4月1日 - 一級村へ移行。
- 1949年（昭和24年）11月1日 - 町制施行し沓形町となる。
- 1956年（昭和31年）9月15日 - 利尻郡仙法志村と合併して利尻町となり消滅した。

## 出身有名人
- 時雨音羽 - 作詞家